# Reynir Sandgerði
Reynir Sandgerði (kortweg Reynir of Reynir S.) is een sportvereniging uit Sandgerði op het IJslandse schiereiland Reykjanes. De vereniging werd opgericht in 1935. Naast zwemmen en basketbal is de club bekend om het voetbal. 